# Battle Creek (Iowa)
Pour les articles homonymes, voir Battle Creek.
Battle Creek est une ville du comté d'Ida, en Iowa, aux États-Unis. Elle est fondée en 1877 et incorporée le 13 novembre 1880.

## Source de la traduction
- (en) Cet article est partiellement ou en totalité issu de l’article de Wikipédia en anglais intitulé « Battle Creek, Iowa » (voir la liste des auteurs).